# Ananias Eloi Castro Monteiro
Ananias Eloi Castro Monteiro, genannt Ananias, (* 20. Januar 1989 in São Luís; † 28. November 2016 bei La Unión, Antioquia, Kolumbien) war ein brasilianischer Fußballspieler. Er war Rechtsfüßer und stand zuletzt bei Chapecoense unter Vertrag.

## Karriere
Ananias Eloi Castro Monteiro erhielt seine Ausbildung in den Nachwuchsmannschaften des EC Bahia. Für den Verein gab er 2008 in der Série B auch sein Debüt als Profi. Im Jahr 2011 wurde Ananias für zwei Jahre an Portugesa ausgeliehen.
Seinerzeit hatte Portuguesa auch den Spitznamen Barcelusa, abgeleitet vom FC Barcelona. Aufgrund seiner guten Leistungen erhielt Castro Monteiro auch einen besonderen Namen und wurde in Bezug auf Andrés Iniesta dann Ananiesta genannt. Im April 2012 kaufte der Verein die Hälfte seiner Rechte von Bahia.
Im Januar 2013 wechselte Ananias zu Cruzeiro. Als Verstärkung fürs Team geholt, wurde er aber bereits nach der Staatsmeisterschaft von Minas Gerais 2013 an Palmeiras ausgeliehen. Auch 2014 bekam er keine Chance fürs Team von Cruzeiro. Am 17. Januar 2014 wurde er für ein Jahr an Sport Recife verliehen.
Ananias starb beim Absturz von LaMia-Flug 2933 am 28. November 2016. Am 2. Dezember 2016 erklärte der südamerikanische Fußballverband Conmebol den Klub posthum zum Sieger der Copa Sudamericana 2016.

## Erfolge
Portuguesa
- Meister Série B: 2011

Palmeiras
- Meister Série B: 2013

Sport Recife
- Copa do Nordeste: 2014

Chapecoense
- Copa Sudamericana: 2016